# Come un romanzo
Come un romanzo è un saggio scritto da Daniel Pennac.

## Contenuti
Pennac, nel saggio, affronta il problema di come si possa aiutare i giovani a trovare l'amore per la lettura con metodi alternativi dal punto di vista sia di romanziere sia di professore, cercando di riproporre "i libri come amici e non come mattoni". Il libro deve essere parte della formazione dell'uomo, che parte dal bambino, a cui i genitori leggono le favole, per passare all'adolescente, che si ribella e combatte contro la monotonia dei testi obbligatori scolastici, fino ad arrivare al vero lettore.
In fatto di lettura, noi lettori ci accordiamo tutti i diritti, a cominciare da quelli negati ai giovani che affermiamo di voler iniziare alla lettura.
1. Il diritto di non leggere
2. Il diritto di saltare le pagine
3. Il diritto di non finire il libro
4. Il diritto di rileggere
5. Il diritto di leggere qualsiasi cosa
6. Il diritto al bovarismo (malattia testualmente contagiosa)
7. Il diritto di leggere ovunque
8. Il diritto di spizzicare
9. Il diritto di leggere ad alta voce
10. Il diritto di tacere

## Edizioni
- Daniel Pennac, Come un romanzo, traduzione di Yasmina Mélaouah, Feltrinelli, 2000, ISBN 88-07-81605-9.